# 克雷維連特山脈

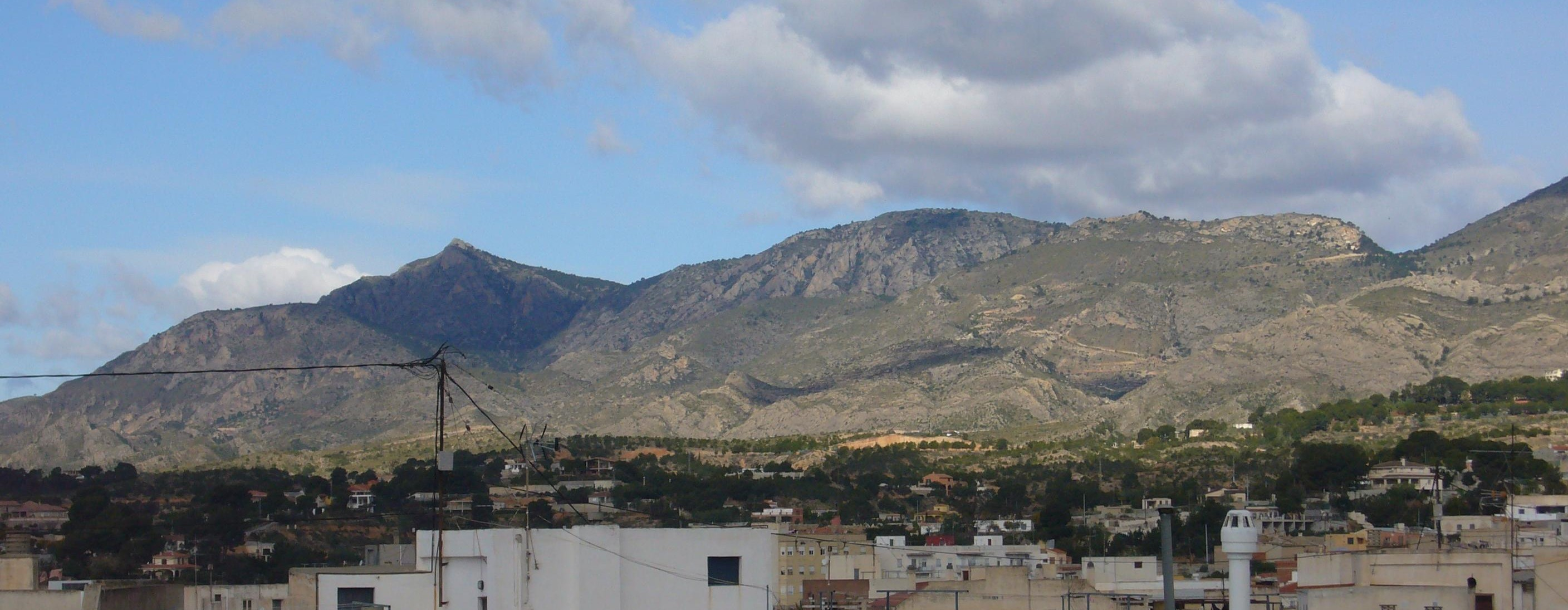

38°17′1″N 0°50′59″W / 38.28361°N 0.84972°W
克雷維連特山脈（西班牙語：Sierra de Crevillente），是西班牙的山脈，位於該國南部阿利坎特省，處於克雷維連特附近，屬於普雷貝蒂科山脈的一部分，最高點海拔高度835米。